# HA-HA-HAPPY
「HA-HA-HAPPY」（ハ・ハ・ハッピー）は、田原俊彦の楽曲。2021年6月16日にユニバーサルミュージックのLighthouse Musicレーベルより72作目のシングルとして発売された。

## 制作
作詞は今井美樹の「瞳がほほえむから」や、AKINO from bless4の「創聖のアクエリオン」、ももいろクローバーZの「サラバ、愛しき悲しみたちよ」など手がけた岩里祐穂、作曲はタッキー&翼の「Heartful Voice」や、AAAの「LIFE」など手がけた岩田秀総と、永野大輔が務めた。

## 音楽性
表題曲の「HA-HA-HAPPY」は、田原の持ち前の明るさが凝縮された楽曲で、「みんな、コロナでフラストレーションがたまっている。音楽で少しでも元気、勇気を与えるため、あえて楽しい曲にしました」と田原はコメントし、「皆さんと僕の空気感を表現した歌です。皆さんの笑顔が見られるなら、僕はまだまだ頑張ります!」と語っている。

## プロモーション
香水の輸入販売を手がけているフェアリーテイルは、2021年8月5日にコラボレーション商品『ラッキートシルチアーノ 60th アニバーサリー オードパルファム』が、田原の全国ツアー『DOUBLE T TOUR 2021 HA-HA-HAPPY』の各会場と、中野ブロードウェイにあるフェアリーテイル直営店にて発売された。

## リリース
2021年4月25日にデジタル・ダウンロードとして先行配信され、2017年6月21日に、ユニバーサルミュージックのLighthouse Musicレーベルから、初回盤（CD+DVD）と通常盤（CD）の2形態で発売された。
ユニバーサルミュージックストア限定で、2形態セットも同時に発売された。

## チャート成績
デジタル・ダウンロードは、オリコンミュージックストアにおいてシングルダウンロード（デイリー・ウィークリー）1位を獲得した。
パッケージ盤は、オリコン週間シングルチャートの2021年6月28日付で11位にランクインした。

## 収録曲
| 全編曲: 船山基紀。 |                       |           |                   |       |
| #                  | タイトル              | 作詞      | 作曲              | 時間  |
| 1.                 | 「HA-HA-HAPPY」       | 岩里祐穂  | 岩田秀総 永野大輔 | 3:49  |
| 2.                 | 「夢幻LOVE」          | zopp      | 青葉紘季 大山聖福 | 4:33  |
| 3.                 | 「HA-HA-HAPPY」(INST) |           |                   | 3:49  |
| 4.                 | 「夢幻LOVE」(INST)    |           |                   | 4:30  |
| 合計時間:          | 合計時間:             | 合計時間: | 合計時間:         | 16:41 |

| #  | タイトル                     | 作詞 | 作曲・編曲 |
| -- | ---------------------------- | ---- | ---------- |
| 1. | 「HA-HA-HAPPY」(Music Video) |      |            |
| 2. | 「Making of HA-HA-HAPPY」    |      |            |